# Cartoonito (Scandinavia)
Cartoonito (precedentemente Boomerang) è stato un canale televisivo a pagamento scandinavo di proprietà di Warner Bros. Discovery sotto la sua divisione internazionale. Era visibile in Danimarca, Isole Fær Øer, Finlandia, Islanda, Groenlandia, Lettonia, Norvegia e Svezia. Il 14 settembre 2024 il canale venne fuso assieme al canale Cartoonito (Portogallo) in Cartoonito (Europa nord-occidentale).

## Storia
Inizialmente lanciato in TV come Boomerang il 30 settembre 2010 (dopo poco più di un anno come blocco di Cartoon Network), il canale ha iniziato a trasmettere dal 1° febbraio 2022 un blocco intitolato Cartoonito. Come accaduto per altre versioni internazionali del canale, Boomerang è stato rimpiazzato definitivamente dal blocco il 4 settembre 2023.
Il 14 settembre 2024 il canale viene fuso assieme al canale Cartoonito (Portogallo) in Cartoonito (Europa nord-occidentale).

## Palinsesto
- Alice & Lewis
- Baby Looney Tunes
- Batwheels
- Cocomelon
- Doraemon
- Grizzy e i lemming - Pelosi e dispettosi
- Lucas the Spider
- Mico e i FuFunghi
- Mike il carlino
- Mr. Bean (serie animata)
- Paf il cane
- Talpis
- Tom & Jerry a New York
- The Tom & Jerry Show

## Loghi

2010 - 2012
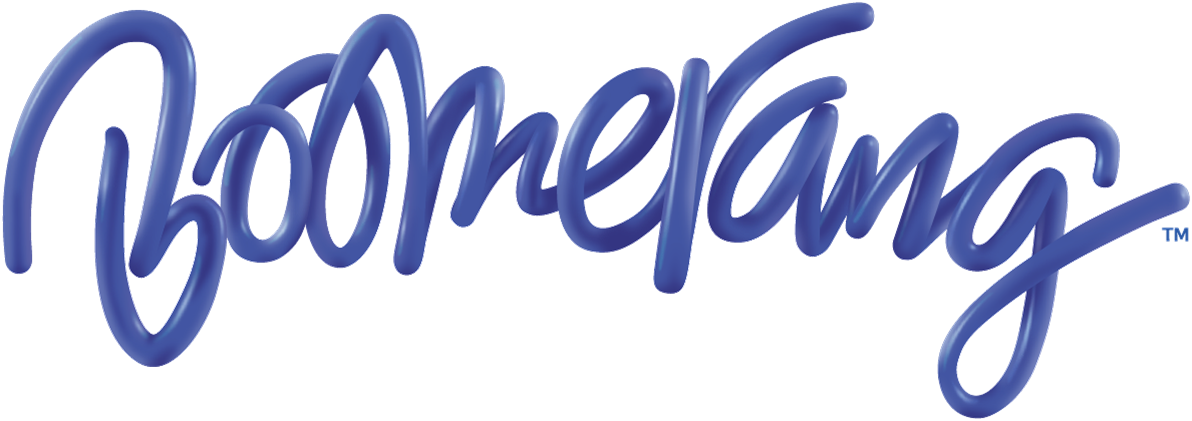
2012 - 2015
2015 - 2023
2023 - 2024